# Władimir Smorodinski
Władimir Timofiejewicz Smorodinski (ros. Владимир Тимофеевич Смородинский, ur. 1904 w Niżnym Tagile, zm. 1984 w Moskwie) – funkcjonariusz radzieckich służb specjalnych, generał major.

## Życiorys
W 1924 został członkiem RKP(b), od września 1924 był słuchaczem fakultetu robotniczego przy Leningradzkim Instytucie Elektrotechnicznym im. Lenina, od listopada 1927 do listopada 1928 służył w Armii Czerwonej, od grudnia 1928 do lipca 1930 zarządzał domem ŻAKT-a 103 kwartału w Leningradzie. W 1930 zaocznie ukończył 1 kurs Leningradzkiego Uniwersytetu Państwowego, od lipca 1930 do 1931 pracował w leningradzkiej stoczni, od maja do grudnia 1931 był słuchaczem Centralnej Szkoły OGPU. Od stycznia 1932 do grudnia 1936 był kolejno praktykantem, pełnomocnikiem Zarządu Ekonomicznego, pełnomocnikiem Oddziału IV i pełnomocnikiem operacyjnym Oddziału VI Wydziału Ekonomicznego OGPU ZSRR/OGPU NKWD ZSRR, 11 grudnia 1935 otrzymał stopień młodszego porucznika bezpieczeństwa państwowego. Od grudnia 1936 do marca 1937 był pełnomocnikiem operacyjnym Oddziału VIII Wydziału Specjalnego GUGB NKWD ZSRR, od marca 1937 do lutego 1938 pełnomocnikiem operacyjnym Oddziału III, pomocnikiem i zastępcą szefa oddziału Wydziału III GUGB NKWD ZSRR, a od lutego 1938 do 1939 szefem oddziału Wydziału III GUGB NKWD ZSRR, od 8 kwietnia 1938 w stopniu starszego porucznika bezpieczeństwa państwowego. W 1939 był szefem Oddziału X Wydziału III GUGB NKWD ZSRR i szefem Oddziału XIII Wydziału III GUGB NKWD ZSRR, a od 15 października 1939 do 26 lutego 1941 zastępcą szefa Wydziału III GUGB NKWD ZSRR, 14 marca 1940 awansowany na kapitana bezpieczeństwa państwowego.
Od 26 lutego do 29 kwietnia 1941 był szefem Wydziału V Zarządu II NKGB ZSRR, a od 29 kwietnia do 31 lipca 1941 zastępcą szefa Wydziału I NKGB ZSRR, 12 lipca 1941 został mianowany majorem bezpieczeństwa państwowego, od 31 lipca 1941 do października 1942 był zastępcą szefa Wydziału I NKWD ZSRR, a od października 1942 do 12 maja 1943 szefem Oddziału II Specjalnego NKWD ZSRR, 14 lutego 1943 awansowany na pułkownika bezpieczeństwa państwowego. Od 12 maja 1943 do 13 września 1945 był szefem Wydziału "W" NKGB ZSRR, 13 października 1944 otrzymał stopień komisarza bezpieczeństwa państwowego, a 9 lipca 1945 generała majora. Od 13 września 1945 do 5 lipca 1949 był szefem Zarządu NKGB/MGB obwodu czkałowskiego (obecnie obwód orenburski), jednocześnie od 28 stycznia do 28 marca 1949 członkiem Środkowoazjatyckiego Biura KC WKP(b), od lipca do listopada 1949 pozostawał w dyspozycji MGB ZSRR, od 25 listopada 1949 do 27 maja 1952 pełnił funkcję szefa Zarządu Ochrony Dacz Państwowych na Czarnomorskim Wybrzeżu Kaukazu i Gruzji Zarządu Ochrony MGB ZSRR. Od 27 maja 1952 do 7 kwietnia 1953 był komendantem Komendantury ds. Ochrony i Obsługi Dacz Państwowych na Czarnomorskim Wybrzeżu Kaukazu i Gruzji Zarządu Ochrony MGB ZSRR, od 7 kwietnia do 13 czerwca 1953 komendantem Komendantury nr 1 Zarządu IX MWD ZSRR, od 13 czerwca 1953 do 19 maja 1954 komendantem Komendantury nr 1 Wydziału III Zarządu IX MWD ZSRR, a od 19 maja 1954 do 12 września 1956 komendantem Komendantury nr 1 na Kaukazie Zarządu IX KGB przy Radzie Ministrów ZSRR. W listopadzie 1956 został zwolniony z KGB, a 14 stycznia 1957 wykluczony z KPZR.
Jeden ze sprawców zbrodni katyńskiej na polskich oficerach w 1940 roku.

## Odznaczenia
- Order Czerwonego Sztandaru (1 czerwca 1951)
- Order Czerwonego Sztandaru Pracy (20 września 1943)
- Order Czerwonej Gwiazdy (dwukrotnie - 22 lipca 1937 i 12 maja 1945)
- Order „Znak Honoru” (26 kwietnia 1940)